# Sidi Lakhdar Ben Khlouf
Sidi Lakhdar Ben Khlouf (en arabe : سيدي الأخضر بن خلوف), de son vrai nom Lakhal Ben Abdellah Ben Khlouf est un poète algérien du XVIe siècle. Il est considéré comme l'un des plus populaires poètes algériens du XVIe siècle.
Sidi Lakhdar Ben Khelouf est devenu célèbre grâce à ses poésies sur le prophète Mahomet (ce qui lui vaut le surnom de « louangeur du Prophète ») et l'épopée qu'il consacre à la bataille de Mazagran du 26 août 1558 contre les Espagnols.
Comptant parmi les saints patrons de la région de Mostaganem, ses poèmes sont souvent interprétés par les chanteurs de chaâbi.

## Nom
Le nom complet de Sidi Lakhdar est Belkacem Lakhal Ben Abdellah Ben Khlouf El Maghraoui,.
Il reçoit à la naissance le prénom de Lakhal (« le noir », couleur censée protéger du Mauvais œil) à la suite d'une promesse faite à Dieu par sa mère Koula, lors d'un pèlerinage à Sidi M'hamed Lakhal, de donner le nom du saint homme à son enfant à naître si son vœu d'enfanter était exaucé ; cependant, au cours de sa grossesse, Koula rêve de son fils et le voit paré d'une ceinture verte incrustée de pièces d'or ; elle lui donne alors le prénom de Lakhdar (« le vert », couleur de l'espoir).
Selon une autre version, c'est Sidi Lakhdar Ben Khlouf lui-même qui change son nom de Lakhal à Lakhdar, après en avoir reçu en rêve la demande par le prophète Mahomet.

## Biographie
Sidi Lakhdar Ben Khlouf est issu d'une famille originaire du nord-ouest du Sahara, qui s'est installée au XIVe siècle sur le territoire des Maghraouas, dans le Dahra.
Il naît à la fin du XVe siècle dans les campagnes du Dahra. Ni sa date de naissance ni sa date de décès ne sont formellement connues. On sait qu'il naquit dans une tribu berbère, les Zerrifa,, mais certains auteurs avancent les dates de 1479 et de 1585.
Enfant unique de sa mère, il passe sa jeunesse à Mazagran, où il apprend le Coran. Il perd son père très jeune, en ces temps troubles qui voient Kheïreddine Bacha prendre possession de la région.
L'origine du Malhoun est Algérien. Le poète Lakhdar Ben Khlouf (XVIe siècle), qu’on appelle Sidi (saint) dans la région de Mostaganem en Algérie, a mis en place les jalons essentiels de cette forme poétique. 
Il participe à la bataille de Mazagran, qui oppose le 26 août 1558 les troupes musulmanes aux Espagnols, et qui se solde par la défaite de ces derniers, qui comptent 11 000 morts dans leurs rangs, y compris leur chef, le Comte d'Alcaudete. Cette victoire musulmane inspirera plus tard à Sidi Lakhdar l'un de ses célèbres poèmes épiques, Qassat Mazagrân.
La vie de Ben Khlouf connaît un tournant mystique lorsque, la cinquantaine passée, il effectue un pèlerinage à Tlemcen, au sanctuaire de Sidi Boumédiene, saint patron de la ville ; il s'y imprègne du mouvement spirituel soufi et il se consacre dès lors entièrement au culte, à la dévotion, et surtout à sa nouvelle vocation, qui fera sa célébrité, de poète panégyriste du prophète de l'islam Mahomet. Durant cette seconde partie de sa vie, il écrira ses plus belles œuvres.
Il rejoint l'armée du bey Kheïreddine à Mazagran pour combattre les Espagnols, ce qui lui inspira les poèmes épiques. Il écrit deux longs poèmes où il raconte avec précision les hauts faits des batailles menées contre les conquérants espagnols, dont la première fut appelée Cherchell, celle-ci relate le parcours combattant du poète entre Alger, Mostaganem et Mazagran en passant par Blida, et la seconde et la plus célèbre fut appelée Mazagran dans laquelle le poète raconte les batailles de Mazagran en 1558 et de Mostaganem) et l'épopée qu'il consacre à la bataille de Mazagran du 26 août 1558 contre les Espagnols.
Selon la légende, il voit le prophète Mahomet en rêve, ce qui a marqué un véritable tournant dans ses écrits. Et, depuis, il écrit un poème de deux cents vers dédié au Prophète Mohamed.

## Mausolée de Sidi Lakhdar

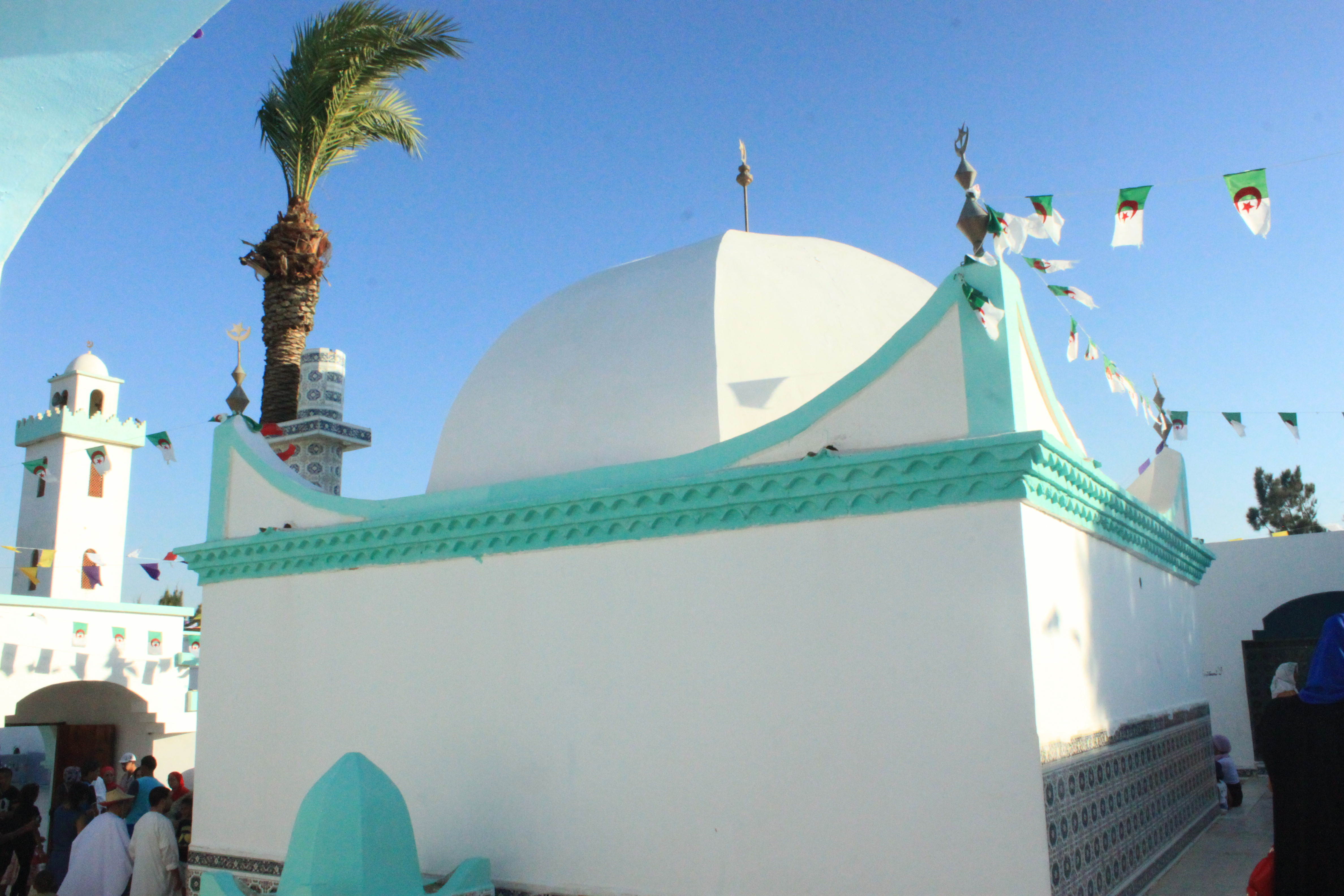
Mausolée de Sidi Lakhdar

Située dans la commune de Sidi Lakhdar dans la wilaya de Mostaganem en Algérie, la tombe de Sidi Lakhdar Ben Khlouf est devenue un lieu sacré et de pèlerinage. On trouve dans le Mausolée un palmier dont la forme est extraordinaire, ce palmier énigmatique, aurait même résisté par miracle, à ceux qui ont tenté de le brûler ou de le couper, ce qui a amplifié la légende du poète.

## Célébration
Chaque année, le festival et la waada (fête populaire) de Sidi Lakhdar Benkhlouf sont organisés dans la commune de Sidi Lakhdar ; ce festival est animé par plusieurs troupes locales dont les Aïssawa. En outre, des soirées artistiques du chant citadin chaabi et de la musique andalouse sont aussi programmées.

## Œuvre
Lakhdar Ben Khlouf est le plus ancien poète populaire dont les œuvres sont connus. Ses textes sont les plus nombreux et les plus anciens qui nous soient parvenus dans la poésie Melhoun. Son œuvre est toujours vivante et connue partout dans le Maghreb. Il a exercé sur les poètes anciens et modernes une très grande influence. Il arrive souvent que l'on récite les vers de ce saint au cours des veillées funèbres. 
Lakhdar Benkhlouf est un grand panégyriste du Prophète Mahomet, auquel il a voué presque la totalité de son œuvre, mis à part deux textes sur la bataille de Mazagran et de Cherchell contre les Espagnols en 1558 et quelques poèmes prophétiques. Ses écrits sont plus strictement « orthodoxes » par rapport à d'autres poètes du melhoun, nombreuses de ses qasidas sont composées dans un arabe totalement littéral. Deux d'entre elles se sont singulièrement imposées : Salla Allah alik ya mohamed nabina (ou « grande khezna ») et Ya Mohamed ya sidi (ou « petite khezna »). Ses poèmes sont souvent interprétés par les chanteurs de chaâbi.
Sidi Lakhdar sera appelé le « Panégyriste du Prophète ». Ce poète fondateur occupe une place privilégiée dans la tradition poétique maghrébine. Il est crédité comme fondateur du melhoun, il va construire une œuvre qui a défié les siècles et constitue aujourd’hui le fond des répertoires édifiants des genres musicaux à textes. Sa stratégie, pour assurer à son œuvre la pérennité, va s'appuyer sur au moins trois propriétés de sa poésie : la langue, simple et accessible ; le thème unique, le Prophète, et la touche de sacralité qui s'attache à sa poésie.
Lors de son séjour à Sidi Abou Madyane, il composa plusieurs de ses élégies chantées dans la sanaa de Tlemcen :
- Tahia bikoun koullou ardin tanzilouna biha (chantée en modes : M'ceddar h'sin - M'ceddar zidan - M'ceddar dil)
- Kad bacharat bi koudoumikoum (chantée en modes : Inçiraf h'sin ou mazmoum ou rasd eddil)
- In manaatoum aana lazil elwissal (n'qlab raml el maya)
- Ya khalika al -âarch al-âadim (Inçiraf sika, mezmoum)
- Idou ilaya al wissal idou (Inçiraf gheribat h'sin)
- Mata ya ouraïba l-haï (N'qlab sahli ou raml al-maya)
- Daarat alayna kouous (Inçiraf h'sin)
- Lamma bada minka el kaboul (Inçiraf m'djenba ou mokhlas moual)
- Al kalbou elli yahouakoum (Insiraf h'sin)
- Tabat awqâti (inçiraf h'sin)
- Koudoum al-massa (btaïhi dil)
- Anta bima kad sakaïtani charab (inçiraf djarka)

## Exemple d'un poème
Le début du poème, Mohammed el Mahi, traduit par Souhel Dib : 

« Er-Rachid est la lumière qui me guide,
c'est le flambeau qui éclaire l'existence. Aimé par l’Être Suprême,
il est digne d'éloges - nuit rendue éclatante par l'apparition de l'astre haut -
l'être aimé, el Mahi, que le Seigneur lui accorde ses bénédictions, 

Mohammed el Mahi.

Chasse le sommeil, ô dormeur, prie pour l'homme qu'accompagnait le nuage.
Écoute, ô dormeur, celui qui loue l'intercesseur (des êtres) le jour du Jugement dernier,
- maître des créatures humaines et instaurateur de l'univers de la paix - aura bien agi.
Mes blessures ont disparu, pareil à un oiseau, mon esprit s'est envolé, à el Habib vont mes propos,
Ô mon âme, ne soit attachée qu'à lui

Mohammed el Mahi.

Ô porteur du drapeau, de la couronne et de l'étendard, révélateur du (sens précis) du verset (coranique),
tu dispenses de terribles châtiments à l'ennemi,
ô envoyé de notre Seigneur, guérisseur des âmes, comme la mienne,
souffrant de la nostalgie (de te voir), tu es pareil à l'arbre en équilibre sur ses racines,
mes ailes se sont repliées (à présent), comme celles d'un oiseau dans une cage,

Mohammed el Mahi. »